# Pentaneura carolinensis
Pentaneura carolinensis är en tvåvingeart som först beskrevs av Tokunaga 1964.  Pentaneura carolinensis ingår i släktet Pentaneura och familjen fjädermyggor. Inga underarter finns listade i Catalogue of Life.